# João de Freitas Leitão
João de Freitas Leitão (,  — , ) foi um político brasileiro.

## Biografia
Foi comandante da Guarda Nacional em Rio Pardo, por volta de 1885.
Foi 2º vice-presidente da província de São Pedro do Rio Grande do Sul, assumindo a presidência interinamente, de 8 de julho a 24 de julho de 1889.